# Жарников, Владимир Васильевич
Владимир Васильевич Жарников (1862, Тобольск — 1917, Петроград) — городской голова Тобольска в 1893—1901 годах, вице-директор Сибирского торгового банка в Санкт-Петербурге в 1915—1917 годах.

## Биография
Родился в 1862 году в семье потомственного почётного гражданина Василия Дмитриевича Жарникова. Отец состоял во 2-й гильдии Тобольска, торговал хлебом. Старший брат Василий (1858—1919) будущий городской голова Иркутска.
Как и брат закончил Московскую практическую академию коммерческих наук.
Являлся тобольским купцом 2-й гильдии, торговал хлебом, гласный Тобольской городской думы, городской голова Тобольска в 1893—1896 годах и в 1898—1901 годах, директором Тобольского губернского попечительного о тюрьмах комитета в 1889—1901 годах, попечителем Тобольского сиропитательного заведения в 1890—1901 годах, почётный мировой судья. Благодаря стараниями Владимира Васильевича было открыто Тобольское Андреевское приходское мужское училище в 1896 году, введён встрой собственная общегородская водонасонная станция в 1900 году.
В июле 1899 года принимал участие в уральской экспедиции Д. И. Менделеева, предоставил материал для книги «Уральская железная промышленность в 1899 году».
В 1902 году переехал в Иркутск, служил руководителем Иркутского отделения Сибирского торгового банка в 1902—1915 годах, являлся председателем попечительского совета Иркутского городского коммерческого училища в 1907—1915 годах, вице-директором Сибирского торгового банка в Санкт-Петербурге в 1915—1917 годах.
Семья
Согласно материалам Всероссийской переписи населения 1897 года в губернском городе Тобольск Владимир Васильевич проживал вместе с женой, окончившей Петербургскую гимназию, племянником — 3 года, с двумя прислугами и двумя служащими.

## Награды
За свои достижения был неоднократно отмечен:
- потомственный почётный гражданин[3].